# Düsseldorfer Blutsonntag
Als Düsseldorfer Blutsonntag wird die Unruhe vom 30. September 1923 in Düsseldorf bezeichnet, als die Polizei gegen den Putschversuch der separatistischen Bewegung im Rheinland vorging. Die Separatisten strebten eine Trennung des damals französisch besetzten Rheinlandes vom Freistaat Preußen an. Beim Versuch, eine Rheinische Republik auszurufen, versammelten sich 20.000, nach anderen Angaben 14.000 Separatisten in Düsseldorf zu einer Demonstration. Unterstützt wurden sie dabei von französischen Militärs. Ausgehend vom Hauptbahnhof zogen die Demonstranten, die sich in „Kompanien“ formierten und teilweise mit Pistolen bewaffnet waren, zum Breidenbacher Hof. Dort kam es zu einer Schießerei mit der Schutzpolizei, die nach englischen Quellen von den Separatisten ausgegangen sein soll. Dabei starben 17 Personen, darunter 5 Polizisten, und mehr als 400 Menschen wurden verletzt. Französische Truppen griffen zum Schutz der Separatisten ein, so dass sie ihre Demonstration am Hindenburgwall fortsetzen konnten. Dieser Tag war der Höhepunkt der Auseinandersetzung von Separatisten und Weimarer Republik.